# Цангон
Цангон (на албански: Cangonj) е село в Албания, в община Девол, част от административната област Корча.

## География
Селото е разположено в долината на река Девол, в североизточното подножие на планината Морава.

## История
На Етнографската карта на Битолския вилает на Картографския институт в София от 1901 година Цангон е чисто албанско мюсюлманско село в Корчанската каза на Корчанския санджак със 75 къщи.
До 2015 година селото е част от община Прогър.